# Stugeta mombasae
Stugeta mombasae är en fjärilsart som beskrevs av Butler 1901. Stugeta mombasae ingår i släktet Stugeta och familjen juvelvingar. Inga underarter finns listade i Catalogue of Life.